# New York Film Critics Circle Awards 1941
La 7ª edizione della cerimonia dei New York Film Critics Circle Awards, annunciata il 31 dicembre 1941, ha premiato i migliori film usciti nel corso del 1941.

## Vincitori

### Miglior film
- Il sergente York (Sergeant York), regia di Howard Hawks

### Miglior regista
- John Ford - Com'era verde la mia valle (How Green Was My Valley)

### Miglior attore protagonista
- Gary Cooper - Il sergente York (Sergeant York)

### Miglior attrice protagonista
- Joan Fontaine - Il sospetto (Suspicion)